# Шкары
Шкары — село в Нагорском районе Кировской области в составе Синегорского сельского поселения.

## География
Находится на расстоянии примерно 21 километр по прямой на север от районного центра поселка Нагорск.

## История
Упоминалось с 1873 года, когда здесь (тогда починок Шкарский) было учтено дворов 7 и жителей 64, в 1905 году (уже село Шкары)  18 и 104, в 1926 35 и 156, в 1950 35 и 150. Свято-Духовская деревянная церковь построена была в 1901 году. В недавнем прошлом село — центральная усадьба колхоза «Нива», был небольшой клуб, библиотека, школа, интернат на 80 чел., столовая, пекарня. По состоянию на 2000 года в селе работала бригада колхоза «Нива».

## Население
Постоянное население  составляло 18 человек (русские 100%) в 2002 году, 2 в 2010.